# أنانج معروف
أنانج معروف (بالإندونيسية: Anang Ma'ruf)‏ هو لاعب كرة قدم إندونيسي في مركز ظهير ‏، ولد في 28 مايو 1976 في سورابايا في إندونيسيا. شارك مع منتخب إندونيسيا لكرة القدم. أما مع النوادي، فقد لعب مع برسيجا جاكارتا ونادي سامبدوريا.

## وصلات خارجية
- أنانج معروف على موقع قاعدة بيانات كرة القدم.إي يو (الإنجليزية)
- أنانج معروف على موقع ناشيونال فوتبول تيمز (الإنجليزية)